# Big Girls Don’t Cry
Big Girls Don’t Cry – czwarty singel z debiutanckiego albumu solowego Fergie, The Dutchess (2006). Piosenkarka wystąpiła, śpiewając piosenkę, na takich koncertach jak: Sessions@AOL, American Idol, Koncert dla księżniczki Diany, Live Earth.

## Teledysk
Teledysk do singla został nakręcony dnia 30 marca 2007. Premierę telewizyjną, wideoclip odbył 10 maja 2007 na kanale MTV podczas programu TRL, a dnia 24 maja 2007 klip zajął pozycję 5. na liście przebojów programu. Od dnia 15 maja 2007 internauci mogli zakupić teledysk na stronie internetowej iTunes Store już pierwszego dnia debiutując na miejscu 97. w Top 100 ściąganych teledysków ze strony. Po trzech dniach od premiery klipu na stronie iTunes Store, teledysk zajął miejsce 21. w Top 100 ściąganych teledysków ze strony.
Wideoclip zaczyna się przyjazdem Fergie pod magazyn w czerwonym Mustangu z roku 1969, potem wchodzi do środka aby spotkać się ze swoim zespołem. Siada na krześle i odliczając, zaczyna piosenkę. Nagle ujęcie pokazuje artystkę śpiewającą obok swojego chłopaka (w tej roli Milo Ventimiglia), który w tym czasie śpi. Następnie nosząc zieloną sukienkę przemierza przez dom patrząc na siebie i swoją miłość z różnych punktów. Potem chłopak Fergie siedząc, gra na gitarze przy czym wokalistka śpiewa. Później artystka widzi przez okno jak jej chłopak stoi w grupce mężczyzn, jednemu podając mały pakunek. Kiedy Fergie zaczyna śpiewać refren, wiesza ubrania na sznur. Potem nosząc sukienkę chodzi po magazynie śpiewając. Następnie, całując swojego śpiącego chłopaka, odjeżdża swoim wcześniej wspomnianym wozem.

## Lista utworów
Singiel CD
1. „Big Girls Don’t Cry” (album) – 4:28
2. „Pedestal” – 3:22
3. „Big Girls Don’t Cry” (Hommer Remix) – 5:37

Australijski CD singel
1. „Big Gilrs Don’t Cry” – 4:29
2. „Pedestal” – 3:22

CD-maxi singiel
1. „Big Girls Don’t Cry” (album) – 4:29
2. „Pedestal” – 3:24
3. „Finally” (na żywo) – 3:50
4. „Big Girls Don’t Cry” (wideo)

## Pozycje na listach
| Lista przebojów                     | Pozycja |
| ----------------------------------- | ------- |
| Australia, ARIA Singles Chart       | 1       |
| Austria, Singles Chart              | 1       |
| Brazylia, Hot 100                   | 1       |
| Kanada, „Billboard” Hot 100         | 1       |
| Irlandia, Singles Charts            | 1       |
| Nowa Zelandia, Singles Charts       | 1       |
| Norwegia, Singles Charts            | 1       |
| Rumunia, Singles Chart              | 1       |
| United World Chart                  | 1       |
| USA, „Billboard” Hot 100            | 1       |
| USA, „Billboard” Hot Adult Top 40   | 1       |
| USA, „Billboard” Hot Digital Tracks | 1       |
| USA, „Billboard” Pop 100            | 1       |

| Lista przebojów                   | Pozycja |
| --------------------------------- | ------- |
| Argentyna, Top 40                 | 2       |
| Belgia, Singles Chart             | 6       |
| Bułgaria, Singles Chart           | 3       |
| Chile, Top 100                    | 12      |
| Czechy, Singles Chart             | 2       |
| Holandia, Top 40                  | 3       |
| Finlandia, Singles Chart          | 10      |
| Niemcy, Singles Chart             | 6       |
| Łotwa, Airplay Chart              | 5       |
| Portugalia, Singles Chart         | 11      |
| Szwecja, Top 60                   | 4       |
| Szwajcaria, Singles Chart         | 3       |
| Wielka Brytania, UK Singles Chart | 2       |